# Стоян Загорчинов
Стоян Павлов Загорчинов е български писател.

## Биография
Роден е в 1889 година в семейството на бежанци от Охрид. През 1908 година завършва гимназия в София. Между 1908 и 1910 година учи история в Софийския университет, продължава следването си в Женева и Ньошател в специалностите история на философията и филология (1910-12) и окончателно се дипломира с история и френска филология в Софийския университет през 1915 година.
Междувременно взема участие във войните в периода 1912–1918 година. По време на Първата световна война (1915-18) служи в Кюстендил като офицер-преводач в Главната квартира на армията. Работи като банков чиновник във Варна (1918-19), преподавател по история в Морското машинно училище във Варна (1920-25) и по френски език във Военното училище в София (1925-49). Сътрудничи на списанията „Съвременна мисъл“, „Българска мисъл“, „Хиперион“, „Съдба“, „Изкуство и критика“, „Изкуство“, „Балкански преглед“ и други.

## Творчество
Загорчинов разработва основно исторически сюжети, развивайки се под влиянието на руската и френската литература. Автор е на историческата повест „Легенда за Света София“ (1926), на трилогията „Ден последен, ден Господен“ („Отроци“, „Иноци“, „Юнаци“) (1931-34), и на романите „Празник в Бояна“ (1950) и „Ивайло“ (1962), с които е продължител на традицията на българския исторически роман, започната от Иван Вазов.
Освен тези произведения, пише и няколко драматични пиеси:
- 1938 – „Първата сълза на Дон Жуан“,
- 1943 – „Ръка Илиева“,
- 1950 – „Байрактарят“,
- 1964 – „Майка“,
- 1965 – „Горски пътник“, „Любов и подвиг“, „Пленникът от Мундрага“.[1]

През 1956 година издава сборника критически статии и очерци „Бразди“, а през 1966 година – мемоарната книга „Един живот в сянка“.